# 鉢山駅
鉢山駅（パルサンえき）は大韓民国ソウル特別市江西区麻谷洞と鉢山洞に跨って位置する、ソウル交通公社5号線の駅である。駅番号は515。

## 歴史
- 1996年3月20日 - ソウル特別市都市鉄道公社（当時）5号線の駅として開業。
- 2017年5月31日 - ソウル特別市都市鉄道公社とソウルメトロが統合され、ソウル交通公社の駅となる。

## 駅構造
相対式ホーム2面2線の地下駅。

### のりば
案内上ののりば番号は設定されていない。 
| 上り | 5号線 | 金浦空港・傍花方面                           |
| 下り | 5号線 | 汝矣島・光化門・上一洞・河南黔丹山・馬川方面 |

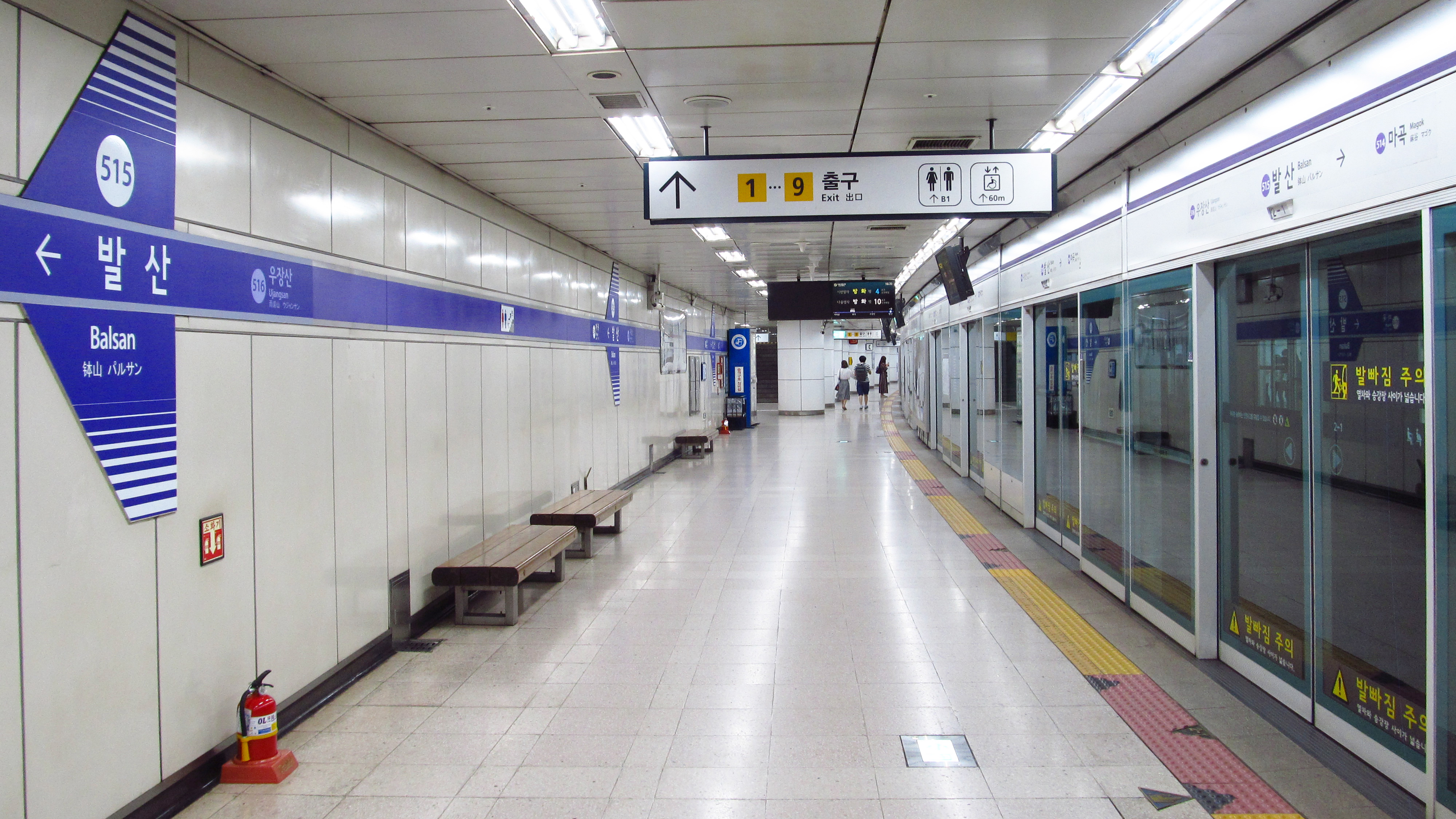
ホーム

## 利用状況
近年の一日平均利用人員推移は下記のとおり。
| 路線  | 路線     | 2000年 | 2001年 | 2002年 | 2003年 | 2004年 | 2005年 | 2006年 | 2007年 | 2008年 | 2009年 | 出典  |
| ----- | -------- | ------ | ------ | ------ | ------ | ------ | ------ | ------ | ------ | ------ | ------ | ----- |
| 5号線 | 乗車人員 | 13,349 | 14,550 | 14,042 | 13,849 | 13,504 | 14,651 | 15,261 | 15,371 | 15,000 | 13,234 | [ 1 ] |
| 5号線 | 降車人員 | 12,255 | 13,380 | 13,090 | 13,002 | 12,230 | 14,225 | 14,635 | 14,754 | 14,305 | 12,639 | [ 1 ] |
| 5号線 | 乗降人員 | 25,604 | 27,930 | 27,132 | 26,851 | 25,733 | 28,875 | 29,896 | 30,125 | 29,305 | 25,872 | [ 1 ] |
| 路線  | 路線     | 2010年 | 2011年 | 2012年 | 2013年 | 2014年 | 2015年 | 2016年 |        |        |        | [ 1 ] |
| 5号線 | 乗車人員 | 10,698 | 10,931 | 11,005 | 10,922 | 10,986 | 11,195 | 12,114 |        |        |        | [ 1 ] |
| 5号線 | 降車人員 | 10,421 | 10,830 | 11,098 | 10,831 | 10,903 | 11,136 | 11,998 |        |        |        | [ 1 ] |
| 5号線 | 乗降人員 | 21,119 | 21,761 | 22,103 | 21,753 | 21,889 | 22,331 | 24,112 |        |        |        | [ 1 ] |

## 駅周辺
駅の東側は住宅団地の多い市街地だが、西側はまだ開発が進まず空き地が広がっている。今後開発が進み利用客は増加すると思われる。
- ソウル江西郵便局（朝鮮語版）
- 国民年金公団江西支社（朝鮮語版）
- 登明初等学校
- 登明中学校（朝鮮語版）
- 雨裝公園（朝鮮語版）
- 鉢山119安全センター
- 明徳女子高等学校
- 明徳女子中学校（朝鮮語版）
- 明徳外国語高等学校（朝鮮語版）
- 鉢山1洞住民センター

## 隣の駅
ソウル交通公社
 5号線
麻谷駅 (514) - 鉢山駅 (515) - 雨装山駅 (516)